# Eduardo Antunes Coimbra
Eduardo Antunes Coimbra, genannt Edu, (* 5. Februar 1947 in Rio de Janeiro) ist ein ehemaliger brasilianischer Fußballspieler und -trainer.
Edu, Bruder des Weltstars Zico, startete seine Profikarriere beim America FC aus Rio de Janeiro. Als Spieler trat er für namhafte Vereine wie Vasco da Gama oder Botafogo an. 1969 wurde beim Torneio Roberto Gomes Pedrosa, einem Vorgängerwettbewerb der brasilianischen Meisterschaft, Torschützenkönig.

## Erfolge

### Als Spieler
America FC
- Taça Guanabara: 1974

Bahia
- Staatsmeisterschaft von Bahia: 1975

Joinville
- Staatsmeisterschaft von Santa Catarina: 1978

Auszeichnungen
- Brasilianischer Torschützenkönig: 1969

### Als Trainer
America FC
- Taça Rio: 1982

Vasco da Gama
- Taça Rio: 1984

Joinville
- Staatsmeisterschaft von Santa Catarina: 1987

Coritiba
- Staatsmeisterschaft von Paraná: 1989

Botafogo
- Staatsmeisterschaft von Rio de Janeiro: 1990

Fenerbahçe
- Süper Lig: 2007